# 1430 Somalia
1430 Somalia eller 1937 NK är en asteroid i huvudbältet som upptäcktes 5 juli 1937 av den sydafrikanske astronomen Cyril V. Jackson i Johannesburg. Den har fått sitt namn efter det afrikanska landet Somalia.
Asteroiden har en diameter på ungefär 9 kilometer och den tillhör asteroidgruppen Astraea.